# 淡水地方會議區
淡水地方會議區是臺灣荷治時期之行政區劃之一，由荷蘭東印度公司於1644年劃定。

## 簡介
1642年於熱蘭遮城擴展勢力且於大員地區穩固其疆域的荷蘭東印度公司，為了取得全臺灣的控制權，開始對位於駐紮淡水與基隆地區的西班牙展開對戰。不久，西班牙因戰事落敗離開北臺灣。至此，荷蘭完成全臺西部區域的初步控制權。
1644年，東印度公司特將新竹至基隆的北臺灣，劃分為淡水地方會議區。也就是說，淡水地方會議區之位置範圍約指新竹以北，金山以南的臺灣北部區域。該區域統治數十個平埔族族社，為北臺灣最早之行政區劃。至1662年才因鄭成功攻取臺灣而廢止，但仍為鄭氏王朝，以及後來的清廷沿用。
該會議區與其他三個臺灣行政區劃相同，不設各區統治者，而是由該區劃轄下平埔族族社長老或漢人村長直接向大員長官負責。